# Джемини 1
„Джемини 1“ – (на английски: Gemini 1) е първият безпилотен полет по програма Джемини.

## Цели
Основната цел на полета е проверка и настройка на всички системи на кораба, проверка на преработената междуконтинентална балистична ракета Титан II и системите за меко кацане, а също така и тренировка на наземните специалисти за обслужване на полетите.

## Космическият кораб
Космическият кораб „Джемини“ е първият двуместен космически кораб на САЩ. За тази първа мисия той не е оборудван с животоподдържаща система, а вместо нея има баласт. Оборудван е с топлинен щит, но тъй като не е предвидено завръщането му на Земята, на него са направени четири големи отвора, за да е сигурно, че корабът ще се разруши при навлизането му в земната атмосфера. Вместо екипаж кабината е оборудвана с уреди и датчици за измерване и препредаване чрез телеметрията на налягането, вибрациите, ускорението, температура и конструктивните натоварвания по време на полета.

## Полетът
Стартът е даден на 8 април 1964 г. 2 минути и половина по-късно, на 64 км височина и на 91 км от стартовата площадка се отделя първата степен. След още 5 минути и половина, корабът е в орбита около Земята. Единственият проблем е, че скоростта при старта е по-висока от разчетената и космическият кораб излиза в орбита с апогей 320 км (200 мили), а не на планираните 299 км (186 мили).
След направени 3 обиколки официално мисията приключва. Корабът не е снабден със спирачни двигатели и остава свързан с втората степен на Титан II по време на целия полет. Навлиза сам в атмосферата 4 дни по-късно. През цялото време полетът е наблюдаван от Земята до приводняването му в южния Атлантически океан около 4 денонощия след старта. Полетът е подпомогнат от американското Министерство на отбраната с 5176 души персонал, 11 самолета и 3 кораба.